# 브라질그라칠레주머니쥐
브라질그라칠레주머니쥐(Gracilinanus microtarsus)는 브라질에서 발견되는 작은 주머니쥐의 일종이다.

## 특징
브라지그라칠레주머니쥐는 비교적 작은 주머니쥐로 수컷 몸길이는 86cm와 129cm 사이이고 암컷은 81~116cm이다. 꼬리 길이는 몸길이의 30~50% 정도이다. 수컷 몸무게는 17~52g, 암컷은 12~37g 정도이다. 몸 전체 대부분은 붉은빛의 짙은 갈색 또는 회색을 띠며, 하체는 연한 크림색이다. 얼굴의 털도 비교적 연한 색을 띠며, 독특하게도 눈 둘레에 검은 털이 둥글게 나 있다. 꼬리는 물건을 쥘 수 있는 힘이 있고 비늘 모양의 털이 나 있지만, 일부 다른 동물들처럼 꼬리에 지방을 저장하지는 않는다. 발가락은 비교적 작고, 발톱은 작은 평범하다. 암컷은 보통 15개의 젖꼭지를 갖고 있으나 정확한 수는 아니며, 그 중에 4개는 가슴에 있고 배 중앙에 1개가 있다.

## 분포 및 서식지
브라질에서만 발견되며, 이스피리투산투주부터 히우그란지두술주까지 지역 남부와 동부 지역에서 서식한다. 열대 우림과 일부는 세하도 생태구 남부 지역의 탈락성 숲에 산개되어 서식하고, 땅에서도 성공적으로 먹이를 구할 수 있으며, 순수하게 나무 위에서만 생활하는 동물들보다 숲 서식지의 파편화에 따른 영향을 덜 받는다. 농장 지역에서 발견되기도 한다.
알려진 아종은 없다.

## 습성
나무 위에서 생활하는 수상성 동물이며, 야행성 동물로 낮에는 나무의 구멍 속에서 시간을 보낸다. 무리를 짓지 않고 홀로 생활하는 동물이며, 서식하는 영역권 범위는 0.03~0.32 헥타르(ha)로 서식지마다 다르다. 수컷이 암컷보다 좀더 넓은 영역권을 갖는 경향이 있으며, 수컷이 더 커서 먹이가 더 필요하기 때문으로 추정하고 있다.